# Januarska vstaja
Januarska vstaja (poljsko powstanie styczniowe, litovsko 1863 metų sukilimas, ukrajinsko Січневе повстання, latinizirano: Sičneve povstannja, rusko Польское восстание, latinizirano: Pol'skoe vosstanie, belorusko Паўстанне 1863–1864 гадоў, latinizirano: Pavstannie 1863-1864 hadov) je bila vstaja predvsem v ruski Kongresni Poljski, katere cilj je bil končati rusko okupacijo dela Poljske in ponovno pridobiti neodvisnost. Vstaja se je začela 22. januarja 1863 in trajala vse do leta 1864, ko so ruske sile ujele še zadnje upornike. 
Januarska vstaja je bila najdlje trajajoč upor v razdeljeni Poljski. Konflikt je prizadel vse sloje družbe in imel globoke posledice za sodobne mednarodne odnose ter na koncu preoblikoval poljsko družbo.
Splet dejavnikov v začetku leta 1863 je vstajo naredil neizogibno. Poljsko plemstvo in meščanski krogi so hrepeneli po vsaj delno avtonomnem statusu, ki so ga uživali v Kongresni Poljski pred novembrsko vstajo, generacijo prej leta 1830. Mladina, spodbujena z uspehi italijanskega gibanja za neodvisnost, si je želela enakega izida tudi na Poljskem. Rusija je bila zaradi krimske vojne (1854-1856) oslabljena in je v svojo notranjo politiko uvedla bolj liberalne odnose, kar je spodbudilo poljsko podzemno narodno vlado, da je načrtovala organiziran napad na ruske okupatorje najkasneje spomladi 1863. V načrtih niso upoštevali Aleksandra Wielopolskega, proruskega skrajno konzervativnega vodje civilne uprave v času ruske okupacije. V poskusu, da bi oviral poljsko nacionalno gibanje, je Wielopolski na januar prestavil vpoklic mladih poljskih aktivistov v rusko cesarsko vojsko, ki se je služina 20 let. Ta odločitev je januarja leta 1863 sprožila vstajo, prav tisto, čemur se je Wielopolski želel izogniti.
Uporu mladih poljskih nabornikov so se kmalu pridružili visoki poljsko-litovski častniki in člani političnega razreda. Uporniki, slabo organizirani, številčno v veliki manjšini in brez zadostne tuje podpore so bili prisiljeni v tvegano gverilsko vojskovanje. Maščevanje je bilo hitro in neusmiljeno. Javne usmrtitve in deportacije v Sibirijo so sčasoma prepričale številne Poljake, da so opustili oborožen boj. Poleg tega je car Aleksander II. močno udaril na poljsko zemljiško plemstvo in posledično celotno gospodarstvo, ko se je leta 1864 nenadoma odločil dokončno odpraviti tlačanstvo na Poljskem. Posledični razpad posesti in revščina mnogih kmetov sta prepričala izobražene Poljake, da so se raje obrnili k ideji "organskega dela" za izboljšanje svojega gospodarskega in kulturnega položaja namesto neplodnih uporov proti okupatorju.

## Ozadje
Car Aleksander II. je kljub porazu Ruskega carstva v krimski vojni in gospodarsko in politično oslabljeni državi leta 1856 svaril pred nadaljnjimi koncesijami z besedami "pozabite na kakršne koli sanje". Med prebivalstvom Kongresne Poljske sta prevladovali dve miselni struji. V liberalno-konservativnih, običajno posestniških in intelektualnih krogih, zbranih okoli Andrzeja Zamoyskega, so se pojavljali patriotski vzgibi, ki so upali na urejeno vrnitev k ustavnemu statusu pred letom 1830. Postali so znani kot Beli. Alternativno gibanje, znano kot Rdeči, je združevalo kmete, delavce in nekaj nižje duhovščine. Zemljiški posestniki so bili pripravljeni popustiti in odpraviti tlačanstvo v zameno za primerno odškodnino, demokratično gibanje pa je strmoglavljenje ruskega jarma videlo kot povsem odvisno od brezpogojne odprave tlačanstva.
Ravno takrat, ko so demokrati leta 1860 organizirali prve verske in domoljubne demonstracije, so se med izobraženo mladino začele oblikovati prikrite odporniške skupine. Kri se je v Varšavi prvič prelila februarja 1861, ko je ruska vojska napadla demonstrante na Grajskem trgu ob obletnici bitke pri Grochówu. Ubitih je bilo pet demonstrantov. Zaradi strahu pred širjenjem spontanih nemirov je Aleksander II. nerad ugodil peticiji za spremembo sistema upravljanja. Nazadnje se je strinjal z imenovanjem Aleksandra Wielopolskega za vodjo komisije za preučevanje verskih obredov in javnega šolstva ter napovedal ustanovitev državnega sveta in samouprave mest in okrožij. Koncesije niso preprečile nadaljnjih demonstracij. 8. aprila je bilo v ruskem streljanju ubitih 200 in ranjenih 500 ljudi. V Varšavi je bilo uvedeno vojno stanje, proti organizatorjem demonstracij v Varšavi in Vilni pa so bili sprejeti brutalno represivni ukrepi z deportacijo globoko v Rusijo. 
Samo v Vilni je bilo leta 1861 organiziranih 116 demonstracij. Tisto jesen so Rusi uvedli izredne razmere v gubernijah Vilna, Kovno (Kaunas) in Grodno.
Dogodki so privedli do hitrejše konsolidacije odpora. Bodoči voditelji vstaje so se na skrivaj zbrali v Sankt Peterburgu, Varšavi, Vilni, Parizu in Londonu. Iz teh posvetovanj sta nastali dve telesi. Do oktobra 1861 je bil ustanovljen Mestni odbor gibanja, junija 1862 pa še Centralni nacionalni odbor (CNO). V njegovem vodstvu so bili Stefan Bobrowski, Jarosław Dąbrowski, Zygmunt Padlewski, Agaton Giller in Bronisław Szwarce. Odbor je vodil ustanovitev nacionalnih struktur, ki naj bi postale nova tajna poljska država. CNO ni načrtoval vstaje pred pomladjo 1863, vpoklici v rusko vojsko, ki jih je sredi januarja začel Wielopolski, pa so prisilili organizatorje, da so v noči z 22. na 23. januar 1863 predčasno razglasila vstajo. 

## Poziv k orožju v Kongresni Poljski
Vstaja je izbruhnila v trenutku, ko je v Evropi vladal splošni mir. Velike sile, kot so bile Francija, Velika Britanija in Avstrija, so glasno podpirale vstajnike, vendar niso bile pripravljene  zmotiti mednarodnega miru. Revolucionarni voditelji niso imeli dovolj sredstev za oborožitev in opremljanje skupin mladeničev, ki so se skrivali v gozdovih, da bi se izognili ukazu Aleksandra Wielopolskega o vpoklicu v rusko vojsko. Sprva se je okoli revolucionarnega sveta zbralo približno 10.000 mož. Prostovoljci so prihajali predvsem iz mestnega delavskega razreda in nižjega uradništva. Med njimi je bilo tudi precej mlajših sinov revnejšega plemstva (šlahte) in nekaj duhovnikov nižjega ranga. Ruska vlada je imela sprva  na Poljskem na voljo vojsko 90.000 mož pod poveljstvom ruskega generala Andersa Edvarda Ramsayja. 
Zdelo se je, da bo upor hitro zatrt. Začasna vlada CNO se ni ustrašila in je izdala manifest, v katerem je izjavila, da so "vsi sinovi Poljske svobodni in enakopravni državljani, ne glede na njihovo  veroizpoved, stan in družbeni položaj". Odločila je tudi, da zemlja, ki jo kmetje obdelujejo, bodisi na podlagi najema bodisi dela, postane njihova brezpogojna last, odškodnina zanjo pa se zemljiškim posestnikom izplača iz splošnih državnih skladov. Začasna vlada se je po svojih najboljših močeh trudila, da bi oskrbela in opremila neoborožene in razkropljene prostovoljce, ki so se februarja borili v osemdesetih krvavih spopadih z Rusi. CNO je  tudi pozval narode Zahodne Evrope od Norveške do Portugalske, naj podprejo upor. Na klic so se odzvali italijanski, francoski in ogrski častniki. Papež Pij IX. je bil proti vstaji, o čemer so obvestili  Wsyslawa Czartorskega. Zgodovinar Jerzy Zdrada poroča, da je bilo do pozne pomladi in zgodnjega poletja 1863 v Kongreni Poljski 35.000 oboroženih Poljakov, ki so se soočali s 145.000 možmi ruske vojske.

## Razširitev upora  v Litvo
1. februarja 1863 je izruhnil upor tudi v nekdanji Veliki litovski kneževini in se aprila in maja razširil v Daugavpils v Latviji in Vitebsk v Belorusiji, v Kijevsko gubernijo v severni Ukrajini in v Volinsko vojvodstvo. Prostovoljci, orožje in zaloge so začeli pritekati čez meje iz Galicije in Prusije. Prostovoljci so prišli tudi iz Italije, Ogrske, Francije in same Rusije. Največja ovira je bila, da kljub osvobajajočemu manifestu KCO brez predhodne ideološke agitacije kmetov ni bilo mogoče mobilizirati za sodelovanje v boju, razen v tistih regijah, kjer so prevladovale poljske enote, ki so se postopoma vključevale v upor kmečkega prebivalstva. 

### Tajna država
Tajno poljsko državo je vodil Narodni svet (Rada Narodowa, RN), ki so mu bile odgovorne civilne in vojaške strukture na terenu. Bil je "virtualna koalicijska vlada", ki so jo sestavljali Rdeči in Beli, vodili pa so jo Zygmunt Sierakowski, Antanas Mackevičius in Konstanty Kalinowski. Slednja dva sta podpirala svoja kolega na Poljskem in se držala skupnih politik.
Diplomacija RN pod vodstvom Wladyslawa Czartoryskega je bila osredotočena na Pariz. Izbruh oboroženega spopada v nekdanji Republiki obeh narodov je presenetil zahodnoevropske prestolnice, tamkajšnje javno mnenje pa je simpatiziralo z uporniki. Parizu, Londonu, Dunaju in Sankt Peterburgu je postalo jasno, da bi se kriza lahko sprevrgla v mednarodno vojno. Ruski diplomati so vstajo imeli za svojo notranjo zadevo, evropska stabilnost pa je bila na splošno odvisna od usode poljskih teženj. 

### Mednarodne posledice
Razkritje obstoja Alvenslebenske konvencije, ki sta jo 8. februarja 1863 v Sankt Peterburgu podpisali Prusija in Rusija za skupno zatiranje upora Poljakov, je vstajo internacionaliziralo. Konvencija je zahodnim silam omogočila, da prevzamejo diplomatsko pobudo za lastne cilje. Napoleon III. Francoski, ki je že simpatiziral s Poljsko, si je prizadeval zaščititi svojo mejo na Renu in je svoje politično orožje usmeril proti Prusiji z namenom, da bi izzval vojno z njo. Hkrati si je prizadeval za zavezništvo z Avstrijo. Združeno kraljestvo si je prizadevalo preprečiti francosko-prusko vojno in blokirati avstrijsko zavezništvo s Francijo, s čimer je želelo preprečiti kakršno koli zbliževanje Francije z Rusijo. Avstrija se je s Prusijo potegovala za prevlado na nemških ozemljih, vendar je zavračala francoske pristope k zavezništvu in spodbujala kakršno koli podporo Napoleonu III., češ da deluje proti nemškim interesom. Kljub Napoleonovi podpori nadaljevanju upora ni bilo nobene razprave o kakšnem vojaškem posredovanju v imenu Poljakov. 
Francija, Združeno kraljestvo in Avstrija so se dogovorili za diplomatsko posredovanje v obrambo poljskih pravic in aprila izdale diplomatske note, ki so bile zgolj prepričevalne. Poljski kraljevi namestnik je upal, da bo razvoj upora na koncu spodbudil zahodne sile k oboroženi intervenciji, kar je bila tudi glavna tema poljskih diplomatskih pogovorov s temi silami. Poljsko stališče je bilo, da je vzpostavitev trajnega miru v Evropi pogojena s ponovno vzpostavitvijo neodvisne poljske države.
Potem, ko je bila grožnja vojne odpravljena, je Sankt Peterburg pustil odprta vrata za pogajanja, vendar je neomajno zavračal kakršno koli pravico Zahoda do oboroženega vmešavanja. Junija 1863 so zahodne sile ponovile svoje pogoje: amnestijo za upornike, ustanovitev nacionalne predstavniške strukture, razvoj avtonomije po vsej Kongresni Poljski, uveljavitev sklepov Dunajskega kongresa leta 1815 in premirje za čas njegovega trajanja. To je bilo precej pod pričakovanji vodstva vstaje. Čeprav je bil Aleksander II. zaskrbljen zaradi vojne grožnje, se je s podporo svojega ljudstva počutil dovolj varnega, da je predloge zavrnil. Francija in Velika Britanija sta bili užaljeni, vendar nista nadaljevali z nadaljnjimi intervencijami, kar je Rusiji omogočilo, da je podaljšala in septembra 1863 dokončno prekinila pogajanja.

## Izidi na bojiščih
Razen prizadevanj Švedske je bilo diplomatsko posredovanje tujih sil v imenu Poljske na splošno nekoristno. Odtujilo je Avstrijo, ki je ohranila prijateljsko nevtralnost do Poljske in se ni vmešavala v poljske dejavnosti v sicer avstrijski Galiciji. Vplivalo je na javno mnenje med radikalnimi skupinami v Rusiji, ki so bile do takrat prijateljsko razpoložene do upornikov, ker so vstajo obravnavale kot družbeno in ne kot nacionalno gibanje, rusko vlado pa je spodbudilo k še bolj brutalnemu zatiranju upora in represiji nad njenimi poljskimi udeleženci, ki so postajali vse močnejši. 
Poleg tisočev ljudi, ki so padli v bojih, je bilo pod osebnim nadzorom Mihaila Muravjova, imenovanega Rabelj,  obešenih 128 moških, 9423 moških in žensk pa je bilo izgnanih v Sibirijo (po ruskih ocenah 2500 moških). Zgodovinar Norman Davies navaja številko 80.000 in ugotavlja, da je bila to največja deportacija v ruski zgodovini. Požgane so bile cele vasi. Vse gospodarske in družbene dejavnosti so bile ustavljene, šlahta pa je bila uničena z zaplembo premoženja in pretiranimi davki. Brutalnost ruskih čet je bila takšna, da so bila njihova dejanja obsojena po vsej Evropi. Grof Fjodor Berg, novoimenovani poljski guverner in Murajovov  naslednik, je nadaljeval z ostrimi ukrepi proti poljskemu prebivalstvu in okrepil sistematično rusifikacijo, da bi izkoreninil poljske običaje in kulturo. 

### Družbena in etnična sestava upornikov
Uporniki kmečkega porekla so na Poljskem predstavljali 60 % udeležencev vstaje, v Litvi in Belorusiji okoli 50 % in v Ukrajini približno 75 %. Zapisi kažejo, da je bilo 95 % tistih, ki so bili kaznovani zaradi sodelovanja v vstaji, katolikov, kar je ustrezalo splošnemu deležu katolikov med udeleženci upora. Poljsko plemstvo (šlahta) je  pomagalo ruskim (rusinskim) kmetom, vendar se je vstaje udeležilo razmeroma malo plemičev. V nekaterih primerih so celo pomagali ruskim silam pri lovljenju upornikov. Oboje je bilo  eden glavnih razlogov za neuspeh vstaje. 
V prvih 24 urah vstaje so bile po vsej državi izropane orožarne. Številni ruski uradniki so bili na mestu usmrčeni. 2. februarja 1863 se je začel prvi večji vojaški spopad vstajnikov, litovskih kmetov, oboroženih večinoma s kosami, in oddelkom ruskih huzarjev pred Čisto Budo blizu Marijampoleja. Končal se je s pokolom nepripravljenih kmetov. Medtem ko je še obstajalo upanje na zmago, so se uporniške skupine združevale v večje formacije in rekrutirale nove prostovoljce.

## Razvoj dogodkov
Poljska začasna vlada je računala na izbruh upora v Rusiji, kjer se je takrat zdelo, da vre široko nezadovoljstvo z avtokratskim režimom. Računala je tudi na aktivno podporo Napoleona III., zlasti potem ko je Prusija, ki je pričakovala neizogiben oborožen spopad s Francijo, sklenila z Rusijo dogovore, zapisane v Alvenslebenski konvenciji, in ponudila pomoč pri zatiranju poljskega upora. Dogovori so bili zaključeni 14. februarja in britanski veleposlanik v Berlinu, sir Alexander Malet, je svojo vlado obvestil, da je pruski vojaški odposlanec sklenil vojaški  sporazum z rusko vlado, po katerem si bosta vladi vzajemno nudili pomoč pri zatiranju uporniških gibanj, ki so se v zadnjem času dogajala na Poljskem in v Litvi. Pruske železnice naj bi bile na voljo ruskim vojaškim oblastem za prevoz čet čez prusko ozemlje iz enega dela nekdanje poljsko-litovske države v drugega. 
Ta poteza Otta von Bismarcka je povzročil proteste več vlad in razjezila več narodov nekdanje poljsko-litovske Republike obeh narodov. Posledica je bila preobrazba relativno nepomembne vstaje v novo nacionalno vojno proti Rusiji. Spodbujene z obljubami Napoleona III. so se vse province nekdanje Republike obeh narodov po nasvetu Władysława Czartorskega oborožile. Poleg tega so se vsi državljani Republike obeh narodov, ki so opravljali funkcije pod rusko vlado, vključno z varšavskim nadškofom Zymuntom Felińskim, v znak solidarnosti odpovedali svojim položajem in podpisali zvestobo novo ustanovljeni vladi, ki jo je sestavljalo pet najvidnejših predstavnikov Belih. Rdeči so medtem kritizirali poljsko nacionalno vlado, ker je bila reakcionarna s svojo politiko spodbujanja poljskih kmetov k boju v vstaji. Vlada je svojo nedejavnost opravičevala z upanjem na tujo vojaško intervencijo, ki jo je obljubil Napoleon III., a se ni nikoli uresničila. 

### Romuald Traugutt
Šele potem, ko je poljski general Romuald Traugutt 17. oktobra 1863 vzel stvari v svoje roke in združil vse enote pod eno samo nacionalno zastavo, se je boj lahko nadaljeval. Njegovo prestrukturiranje v pripravah na ofenzivo spomladi 1864 je stavilo na vseevropsko vojno. 27. decembra 1863 je prejel odlok nekdanje začasne vlade, s katerim je kmetom podelila zemljo, ki so jo obdelovali. Lastnikom zemlje naj bi bila zagotovljena odškodnina iz državnih sredstev po uspešnem zaključku upora. Traugutt je pozval vse poljske sloje, naj se uprejo ruskemu zatiranju in ustanovijo novo poljsko državo. Odziv je bil zmeren, saj je njegova politika prišla prepozno. Ruska vlada je pred tem že začela delovati med kmeti in jim velikodušno podelila zemljo po njihovih potrebah. Podkupljeni kmetje se niso niti malo povezali s poljskimi revolucionarji niti jih niso podprli. 
Boji so se z vmesnimi presledki nadaljevali tudi pozimi 1863–1864 na južnem robu kraljestva blizu galicijske meje, od koder je še vedno prihajala pomoč. Konec decembra je bila v Lublinskem vojvodstvu premagana enota generala Michaela Heydenreicha. Najbolj odločen odpor se je nadaljeval v Svetokriških gorah, kjer se je general Józef Hauke-Bosak odlikoval z osvojitvijo več mest, ki so bila pod nadzorom mnogo močnejših Rusov. Nazadnje je 21. februarja 1864 tudi on doživel uničujoč poraz, ki je napovedal konec oboroženega boja. Avstrija je 29. februarja uvedla vojno stanje, ruske carske oblasti pa so 2. marca odpravile tlačanstvo v Kongresni Poljski. Oba dogodka sta nevtralizirala Trauguttovo zamisel o razvoju upora s splošno mobilizacijo prebivalstva in zanašanjem na pomoč iz Galicije. Aprila 1864 je Napoleon III. dvignil roke od poljskih zadev in Władysław Czartoryski je v pismu Traugutu zapisal: "Sami smo in sami bomo ostali". 
Aretacije so odstranile ljudi na ključnih položajih v tajni poljski državi. Tisti, ki so se počutili ogrožene, so poiskali zatočišče v tujini. Traugutta so aretirali ponoči 10. aprila. Potem ko so Rusi aretirali njega in zadnje štiri člane Narodnega sveta, Antonija Jezioranskega, Rafała Krajewskega, Józefa Toczyskega in Romana Żulińskega, so jih zaprli in 5. avgusta usmrtili z obešanjem v Varšavski citadeli. Njihova smrt je pomenila simboličen zaključek vstaje. Policiji se je do decembra 1864 izmikal le Aleksander Waszkowski, vodja varšavskega upora, a se je tudi on februarja 1865 pridružil seznamu "izgubljenih".  
Vojna, v kateri je bilo 650 bitk in spopadov s 25.000 ubitimi poljskimi in drugimi uporniki, je trajala 18 mesecev. Upor se je nadaljeval v Samogitiji v zahodni Litvi in Podlesju, kjer so se grškokatoliški prebivalci, ogorčeni in preganjani zaradi svojih verskih obredov, oklepali revolucionarnega prapora vse do pomladi 1865.
- Varšavski nadškof Zygmunt Szczęsny Feliński
- Romuald Traugutt
- Stanisław Brzóska

## Desetletja povračilnih ukrepov
Propadu vstaje so sledili ostri povračilni ukrepi. Po uradnih ruskih podatkih je bilo usmrčenih 396 oseb, 18.672 pa izgnanih v Sibirijo. Veliko moških in žensk je bilo poslanih v notranjost Rusije ter na Kavkaz, Ural in druga oddaljena območja. Skupaj je bilo zaprtih in nato izgnanih iz Poljske v oddaljene regije Rusije več kot 60.000 ljudi.
Odprava tlačanstva v začetku leta 1864 je bila sprejeta namerno, da bi se uničilo poljsko plemstvo. Ruska vlada je zaplenila 1660 posesti na Poljskem in 1794 v Litvi. Kot vojna odškodnina je bila na vsa posestva uvedena 10-odstotna dohodnina. Leta 1869 je bil davek znižan na 5 % na vse dohodke. To je bil edini čas, ko se je zemlja plačevala po tržni ceni. V Ruskem carstvu je bila cena posesti v povprečju 34 % nad tržno vrednostjo. Vsa zemlja, odvzeta poljskim kmetom od leta 1864, naj bi bila vrnjena brez pravice do odškodnine. Nekdanji tlačani so lahko zemljo prodajali le drugim kmetom, ne pa tudi plemstvu. Devetdeset odstotkov nekdanjih tlačanov v cesarstvu, ki so dejansko pridobili zemljo po letu 1861, je bilo omejenih na osem zahodnih provinc. Razen na Poljskem so dobili tlačani pravico do zemlje po odpravi tlačanstva samo še v Romuniji. 
Ruska vlada je tlačanom poleg zemlje dala tudi gozdove in pašnike in druge privilegije, znane kot servituti, kar se je v naslednjih desetletjih izkazalo za vir nenehnih razprtij med posestniki in kmeti ter oviralo gospodarski razvoj države. Vlada je prevzela vsa cerkvena posestva in sklade ter ukinila samostane in cerkvene župnije. Z izjemo verouka je moral ves pouk v šolah potekati v ruščini. Ruščina je postala tudi uradni jezik države, ki se je uporabljal izključno v vseh uradih centralne in lokalne vlade. Vse sledi nekdanje poljske avtonomije so bile odstranjene, kraljestvo pa je bilo razdeljeno na deset provinc, vsaka z imenovanim ruskim vojaškim guvernerjem pod nadzorom generalnega guvernerja v Varšavi. Vsi nekdanji poljski vladni funkcionarji so izgubili svoje položaje. Njihove položaje so zasedli ruski uradniki.  

## Zapuščina
Ukrepi za izkoreninjenje poljske kulture so se izkazali za le delno učinkovite. Leta 1905, 41 let potem, ko je Rusija zatrla vstajo, se je naslednja generacija Poljakov znova dvignila v lodžski vstaji, ki pa je prav tako propadla. 
Januarska vstaja je bila samo ena v večstoletnem nizu poljskih vstaj. Po njej sta se začeli razvijati dve novi gibanji, ki sta določili politično agendo za naslednje stoletje. Eno od njiju, Poljsko socialistično stranko, je vodil Józef Piłsudski, po poreklu iz Litve. Drugo, gibanje Nacionalna demokracija, včasih imenovano Endecja, je vodil Roman Dmowski. Slednja je imela korenine v katoliškem  konzervativizmu, ki si je prizadeval za nacionalno suverenost, odpravo vsiljene rusifikacije in germanizacije in polonizacijo na ozemljih nekdanje Republike obeh narodov.

## Pomembni uporniki
- Francišak Bahuševič (1840–1900), beloruski pesnik in pisec, eden od utemeljiteljev sodobne beloruske književnosti.
- Stanisław Brzóska (1832–1865), poljski duhovnik in poveljnik na koncu januarske vstaje.
- Sveti  Albert Chmielowski (1845–1916), ustanovitelj albertinskih bratov in sester.
- Jarosław Dąbrowski (1836–1871), častnik v ruski armadi, član levega krila tajnega komiteja častnikov v Sankt  Peterburgu. Poveljstvo je prevzel od Sierakowskega. Umrl je v Parizu v bojih za Pariško komuno.
- Wincenty Kalinowski, znan tudi kot Kastus (1838–1864), je bil eden od voditeljev litovskega narodnega preporoda, utemeljitelj beloruskega nacionalizma in v januarski vstaji vodja vstajnikov v nekdanji Veliki litovski kneževini.
- Sveti Raphael Kalinowski (1835–1907), rojen v Litvi kot Joseph Kalinowski. Kot kapitan je zapustil rusko armado, da bi postal vojni minister poljskih upornikov. Bil je aretiran on obsojen na smrt, vendar mu je bila smrtna kazen spremenjena v deset let izgnanstva v Sibiriji, vključno z deset meseci potovanja tja.
- Apollo Korzeniowski (1820–1869), poljski dramatik in oče Josepha Conrada.
- Marian Langiewicz (1827–1887),  vojaški poveljnik vstajnikov. Poročen je bil z Angležinjo Suzano in bil pokopan ob njej v Carigradu.
- Antanas Mackevičius (1828–1863), litovski duhovnik, ki je organiziral okoli 250 mož, oboroženih z lovskimi puškami in izravnanimi kosami. Po porazu v okolici Vilkija je bil ujet in zaprt v Kaunasu. Ko je odklonil izdati druge voditelje vstaje, je bil 28. decembra 1863 obešen.
- Edmund Matejko (1829–1907), učitelj, starejši brat slikarja Jana Matejka.
- Ludwik Mierosławski (1814–1878), veteran novembrske vstaje in velike poljske vstaje leta 1846. Bil je general, strateg, pisec in emigrant s širokimi mednarodnimi stiki.
- Władysław Niegolewski (1819–1885), liberalni poljski politik in član parlamenta, udeleženec velike poljske vstaje in januarske vstaje. Bil je ustanovitelj Centralnega gospodarskega sveta in soustanovitelj javnih ljudskih knjižnic.
- Francesco Nullo (1826–1863), italijanski general in poveljnil Legije Garibaldi, ki je imela ogromno simbolično vrednost. Nullo je umrl v bitki pri Krzykawki.
- Bolesław Prus (1847–1912), vodilni poljski pisec zgodovinskih romanov.
- Anna Henryka Pustowójtówna (1838–1881), alias "Michał Smok", adjutantka  Mariana Langiewicza. Bila je rusinsko-poljskega porekla in aktivistka od leta 1861. Kasneje je bila branilka Pariške komune in udeleženka francosko-pruske vojne. Imela je štiri otroke. Umrla je v Parizu.
- François Rochebrune, (1830–1870), eden od več francoskih častnikov v januarski vstaji. Ustanovil in vodil je poljsko enoto, imenovano Žuavi smrti. Povišan je bil v generala.
- Leon Przanowski (1844–1924), član Narodne vlade s položajem, enakovrednim generalnemu pribočniku. Služil je pod generalom Dionizyjem Czachowskim.
- Aleksander Sochaczewski (1843–1923), poljski slikar.
- Romuald Traugutt (1826–1864), podpolkovnik ruske armade nemškega porekla. Med vstajo je napredoval v generala. Nekaj časa  je bil vodja podzemne vlade in pokrival resor zunanjih zadev. Rusi so ga mučili in obesili skupaj z več njegovimi kolegi.